# Natació al Campionat del Món de natació de 2013 – 4 × 100 m estils femení
El relleu de 4 × 100 metres estils femení es va celebrar el 4 d'agost de 2013 al Palau Sant Jordi a Barcelona.

## Rècords
Els rècords del món abans de començar la prova:
| Rècord del món       | Estats Units · Missy Franklin (58.50) · Rebecca Soni (1:04.82) · Dana Vollmer (55.48) · Allison Schmitt (53.25) | 3:52.05 | Londres, Regne Unit | 4 d'agost de 2012 |
| Rècord del campionat | R.P. de la Xina · Zhao Jing (58.98) · Chen Huijia (1:04.12) · Jiao Liuyang (56.28) · Li Zhesi (52.81)           | 3:52.19 | Roma, Itàlia        | 1 d'agost de 2009 |

## Resultats
NR:Rècord Nacional
AS: Rècord d'Àsia
DSQ: Desqualificades
DNS: No presentades

### Sèries
| Posició | Sèries | Carrer | Nedadores                                                                                                   | País            | Temps   | Notes |
| ------- | ------ | ------ | --- | --------------- | ------- | ----- |
| 1       | 2      | 4      | Elizabeth Pelton (1:00.83) Breeja Larson (1:05.68) Claire Donahue (58.67) Shannon Vreeland (53.48)          | Estats Units    | 3:58.66 | Q     |
| 2       | 1      | 4      | Emily Seebohm (58.79) Samantha Marshall (1:07.71) Alicia Coutts (57.22) Emma McKeon (55.01)                 | Austràlia       | 3:58.73 | Q     |
| 3       | 2      | 3      | Fu Yuanhui (59.57) Sun Ye (1:07.81) Lu Ying (58.17) Tang Yi (53.84)                                         | R.P. de la Xina | 3:59.39 | Q     |
| 4       | 1      | 3      | Lauren Quigley (1:00.32) Sophie Allen (1:07.95) Jemma Lowe (57.85) Amy Smith (53.92)                        | Regne Unit      | 4:00.04 | Q     |
| 5       | 2      | 5      | Aya Terakawa (59.72) Satomi Suzuki (1:07.40) Natsumi Hoshi (58.60) Haruka Ueda (54.46)                      | Japó            | 4:00.18 | Q     |
| 6       | 2      | 2      | Hilary Caldwell (1:00.47) Martha McCabe (1:08.12) Katerine Savard (57.51) Chantal van Landeghem (54.24)     | Canadà          | 4:00.34 | Q     |
| 7       | 1      | 5      | Daria Ustinova (1:00.11) Anna Belousova (1:08.32) Svetlana Chimrova (58.27) Veronika Popova (53.99)         | Rússia          | 4:00.69 | Q     |
| 8       | 2      | 1      | Lisa Graf (1:00.89) Caroline Ruhnau (1:09.06) Alexandra Wenk (58.31) Britta Steffen (53.04)                 | Alemanya        | 4:01.30 | Q     |
| 9       | 2      | 6      | Michelle Coleman (1:02.30) Joline Höstman (1:07.89) Sarah Sjöström (57.48) Louise Hansson (55.16)           | Suècia          | 4:02.83 |       |
| 10      | 1      | 2      | Duane da Rocha (1:01.03) Marina García (1:07.55) Judit Ignacio Sorribes (59.73) Melanie Costa (55.48)       | Espanya         | 4:03.79 |       |
| 11      | 1      | 1      | Jessica Ashley-Cooper (1:01.84) Tara-Lynn Nicholas (1:09.48) Marne Erasmus (1:00.51) Karin Prinsloo (54.63) | Sud-àfrica      | 4:06.46 |       |
| 12      | 1      | 8      | Etiene Medeiros (1:02.06) Beatriz Travalon (1:10.29) Daynara de Paula (59.70) Larissa Oliveira (54.86)      | Brasil          | 4:06.91 |       |
| 13      | 2      | 9      | Fernanda González (1:01.91) Erica Dittmer (1:10.79) Rita Medrano (1:00.34) Liliana Ibañez (55.78)           | Mèxic           | 4:08.82 | NR    |
| 14      | 1      | 0      | Anni Alitalo (1:03.78) Jenna Laukkanen (1:08.49) Tanja Kylliäinen (1:02.42) Hanna-Maria Seppälä (54.41)     | Finlàndia       | 4:09.10 |       |
| 15      | 1      | 7      | Tao Li (1:03.44) Samantha Yeo (1:11.05) Quah Ting Wen (59.70) Amanda Lim (56.50)                            | Singapur        | 4:10.69 |       |
| 16      | 1      | 9      | Kim Ji-Hyun (1:04.16) Back Su-Yeon (1:09.19) Park Jin-Young (1:00.49) Hwang Seo-Jin (56.91)                 | Corea del Sud   | 4:10.75 |       |
| 17      | 2      | 8      | Hoi Shun Stephanie Au (1:01.95) Man Yi Yvette Kong (1:10.68) Chan Kin Lok (1:03.31) Sze Hang Yu (55.82)     | Hong Kong       | 4:11.76 |       |
| 18      | 1      | 6      | Federica Pellegrini Lisa Fissneider Ilaria Bianchi Erika Ferraioli                                          | Itàlia          |         | DSQ   |
| 18      | 2      | 7      | Cloé Credeville Sophie de Ronchi Mélanie Henique Coralie Balmy                                              | França          |         | DSQ   |
| 18      | 2      | 0      | | Txèquia         |         | DNS   |

### Final
| Posició | Carrer | Nedadores                                                                                               | País            | Temps   | Notes |
| ------- | ------ | --- | --------------- | ------- | ----- |
| 1       | 4      | Missy Franklin (58.39) Jessica Hardy (1:05.10) Dana Vollmer (56.31) Megan Romano (53.43)                | Estats Units    | 3:53.23 |       |
| 2       | 5      | Emily Seebohm (59.40) Sally Foster (1:06.84) Alicia Coutts (56.89) Cate Campbell (52.09)                | Austràlia       | 3:55.22 |       |
| 3       | 1      | Daria Ustinova (1:00.58) Yuliya Yefimova (1:04.82) Svetlana Chimrova (57.64) Veronika Popova (53.43)    | Rússia          | 3:56.47 |       |
| 4       | 3      | Fu Yuanhui (59.51) Sun Ye (1:07.71) Lu Ying (56.76) Tang Yi (53.32)                                     | R.P. de la Xina | 3:57.30 |       |
| 5       | 2      | Aya Terakawa (58.70) =AS Satomi Suzuki (1:06.73) Natsumi Hoshi (58.37) Haruka Ueda (54.26)              | Japó            | 3:58.06 |       |
| 6       | 6      | Lauren Quigley (1:00.30) Sophie Allen (1:07.82) Jemma Lowe (57.34) Francesca Halsall (53.21)            | Regne Unit      | 3:58.67 |       |
| 7       | 7      | Hilary Caldwell (1:00.76) Martha McCabe (1:07.66) Katerine Savard (57.42) Chantal van Landeghem (54.35) | Canadà          | 4:00.19 |       |
| 8       | 8      | Lisa Graf (1:01.22) Caroline Ruhnau (1:08.32) Alexandra Wenk (58.91) Britta Steffen (53.36)             | Alemanya        | 4:01.81 |       |